# Klima- und Energiefonds

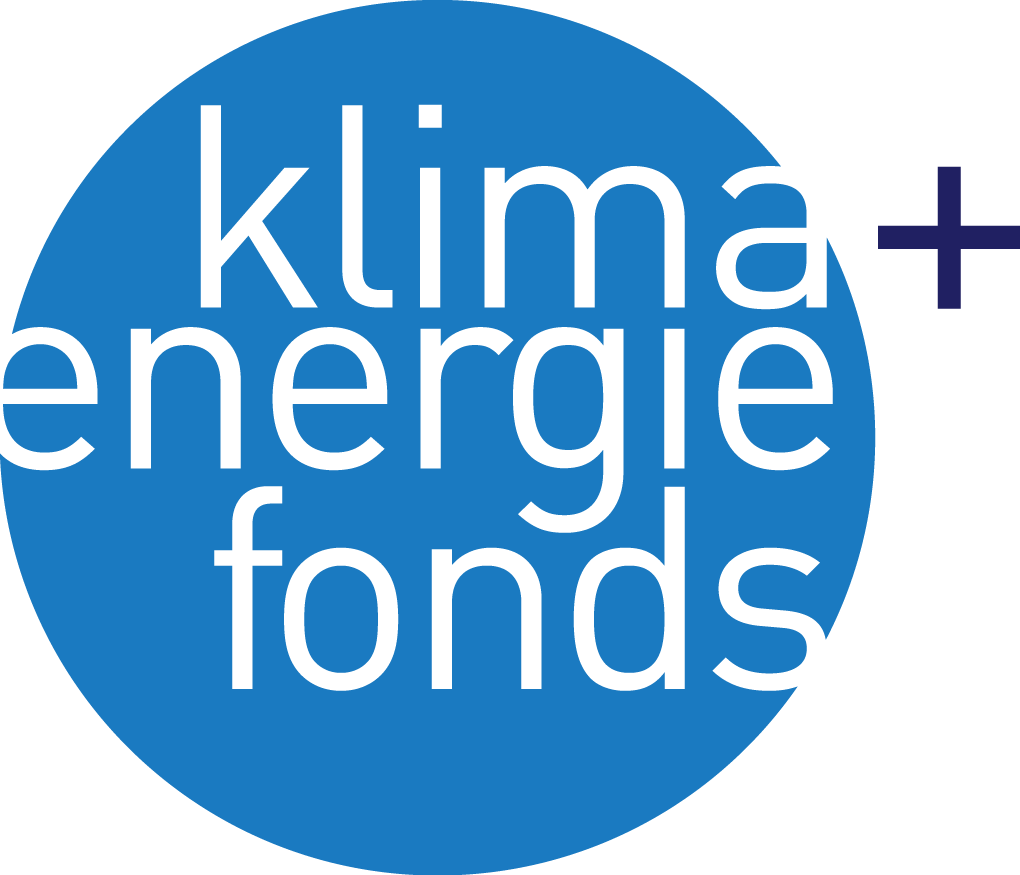
Das offizielle Logo des Klima- und Energiefonds.

Der Klima- und Energiefonds der Republik Österreich ist ein Fonds öffentlichen Rechts mit eigener Rechtspersönlichkeit. Er wurde 2007 zur Finanzierung von Maßnahmen im Bereich Klimaschutz, Energieeffizienz und erneuerbare Energien eingerichtet. Als Förderinstrument der österreichischen Bundesregierung unterstützt der Fonds die Umsetzung zentraler klima- und energiepolitischer Ziele.

## Geschichte
Der Fonds wurde 2007 von der Bundesregierung Gusenbauer eingerichtet, um bei der Umsetzung einer nachhaltigen und klimaschonenden Energieversorgung zu unterstützen. Die Förderstrategie orientiert sich an den im Klima- und Energiefondsgesetz verankerten Zielen:
- Steigerung des Anteils der erneuerbaren Energieträger am Gesamtenergieverbrauch in Österreich
- Verbesserung der Energieintensität
- Erhöhung der Versorgungssicherheit und Reduktion der Importe von fossiler Energie
- Stärkung der Entwicklung und Verbreitung der österreichischen Umwelt- und Energietechnologie
- Intensivierung der klima- und energierelevanten Forschung
- Absicherung und Ausbau von Technologieführerschaften.
- Mit 1. Juli 2025 wurde der gesetzliche Auftrag des Klima- und Energiefonds um das strategische Ziel der Klimawandelanpassung erweitert.[2]

Im Zeitraum von 2007 bis 2024 wurde ein Fördervolumen von 3,7 Milliarden Euro umgesetzt und rund 440.000 Projekte gefördert.

## Aufgaben
Der Klima- und Energiefonds unterstützt die Umsetzung der klima- und energiepolitischen Ziele der Republik Österreich. Im Zentrum seiner Tätigkeit steht der langfristige Umbau des Energie- und Mobilitätssystems in Richtung Klimaneutralität. Gefördert werden Forschung, Entwicklung und Marktanwendungen in den Bereichen erneuerbare Energie, Energieeffizienz, Infrastruktur, nachhaltige Mobilität und klimarelevante Innovation.
Der Fonds wird aus Mitteln mehrerer Bundesministerien dotiert – derzeit aus dem Bundesministerium für Innovation, Mobilität und Infrastruktur (BMIMI), dem Bundesministerium für Landwirtschaft, Umwelt und Klimaschutz (BMLUK), dem Bundesministerium für Wirtschaft, Energie und Tourismus (BMWET) sowie dem Bundesministerium für Finanzen (BMF).
Die strategische Zielsetzung orientiert sich u. a. an den Vorgaben des Pariser Übereinkommens sowie dem nationalen Energie- und Klimaplan (NEKP).

## Rechtliche Rahmenbedingungen
Die rechtliche Grundlage des Klima- und Energiefonds bildet das Klima- und Energiefondsgesetz (BGBl. I Nr. 40/2007). Ziel dieses Bundesgesetzes ist es, Maßnahmen zur nachhaltigen Energieversorgung, zur Reduktion der Treibhausgasemissionen und zur Umsetzung der österreichischen Klimastrategie zu ermöglichen.
Gemäß § 3 des Gesetzes werden diese Ziele insbesondere durch folgende Instrumente verfolgt:
- die Vergabe von Fördermitteln,
- die Beauftragung externer Leistungen,
- und die Finanzierung von Maßnahmen über bestehende Förderstrukturen.

Die Finanzierung des Fonds erfolgt laut § 4 aus:
- Zuwendungen aus dem Bundeshaushalt (z. B. 50 Mio. € im Jahr 2007, 150 Mio. € im Jahr 2008 und 657 Mio. € im Jahr 2024)[1],
- weiteren öffentlichen und privaten Zuwendungen,
- Erträgen aus Veranlagung von Fondsmitteln sowie
- sonstigen Einnahmen.

## Organisation
Die Struktur des Klima- und Energiefonds im Überblick:
Präsidium
Das oberste Organ des Klima- und Energiefonds ist das Präsidium. Neben der Entscheidung über die Förderung von Projekten, die Auftragserteilung und Gewährung von Finanzierungsmitteln für Maßnahmen obliegt dem Präsidium die organisatorische Verantwortung. Das Präsidium ist für die personelle Besetzung von Geschäftsführung und Expertenbeirat zuständig, ebenso wie für die Kontrolle der ordnungsgemäßen Veranlagung und Verwendung des Fondsvermögens. Auch das Jahresprogramm wird vom Präsidium beschlossen.
Dem Präsidium gehörten bis 2020 die Bundesministerin für Nachhaltigkeit und Tourismus sowie der Bundesminister für Verkehr, Innovation und Technologie (bmvit) oder eine von den jeweiligen Ministerien entsandte Vertretung an.
Von 2020 bis 2025 stellte die Bundesministerin für Klimaschutz, Umwelt, Energie, Mobilität, Innovation und Technologie (BMK) oder eine entsandte Vertretung des Ministeriums das Präsidium.
Seit 2025 besteht das Präsidium aus dem Minister für Innovation, Mobilität und Infrastruktur, dem Minister für Wirtschaft, Energie und Tourismus, dem Minister für Land- und Forstwirtschaft, Klima- und Umweltschutz, Regionen und Wasserwirtschaft und dem Minister für Finanzen oder einer von diesen entsandten Vertretung.
Geschäftsführung
Die Geschäftsführerin und der Geschäftsführer sind gemeinsam für die Vertretung des Klima- und Energiefonds nach außen sowie die Führung der Geschäfte und die rechtsverbindliche Zeichnung für den Klima- und Energiefonds verantwortlich.
- bis 2022 Theresia Vogel und Ingmar Höbarth
- seit 2023 Bernd Vogl[5]

Mitarbeiter
Neben der Geschäftsführung arbeiten derzeit mehr als zwanzig Mitarbeiter beim Klima- und Energiefonds.
Abwicklungsstellen
Zur effizienten operativen Abwicklung der Fördervergabe sowie der Auftragserteilung wird der Klima- und Energiefonds von Abwicklungsstellen unterstützt.
Dies sind derzeit:
- die Österreichischen Forschungsförderungsgesellschaft mbh (FFG): Die FFG ist die nationale Förderstelle für wirtschaftsnahe Forschung in Österreich. Die FFG unterstützt österreichische Unternehmen, Forschungsinstitutionen und Forschende durch ein umfassendes Angebot an Förderungen und Services und vertritt österreichische Interessen auf europäischer und internationaler Ebene.
- die Kommunalkredit Public Consulting GmbH (KPC): Die KPC unterstützt bei der Implementierung und dem Management unterschiedliche Programmlinien. Im Wesentlichen ist die KPC auf die Bereiche Entwicklung, Implementierung und Management von Förderungsprogrammen, vor allem im Umwelt- und Klimaschutzbereich, sowie den internationalen Carbon-Markt spezialisiert.

## Themen
Die Arbeit des Klima- und Energiefonds orientiert sich an fünf strategischen Aktionsfeldern, die im strategischen Planungsdokument bis 2030 definiert sind. Sie bilden die Grundlage für die jährlich beschlossenen Förderprogramme.
1. Energiewende vorantreiben: Ziel ist der Aufbau eines zu 100 % erneuerbaren Energiesystems. Der Fonds unterstützt die Entwicklung und Anwendung sektorübergreifender Technologien in den Bereichen Strom, Wärme, Mobilität, Speicherung und Verteilung. Besonderes Augenmerk gilt dabei der Nutzung erneuerbaren Stroms sowie der Förderung dezentraler Versorgungsmodelle wie Energiegemeinschaften.
2. Mobilitätswende umsetzen: Der Mobilitätsbereich trägt maßgeblich zu den nationalen Emissionen bei. Gefördert werden Maßnahmen zur Reduktion verkehrsbedingter Emissionen, unter anderem durch Elektrifizierung, neue Mobilitätstechnologien, Infrastrukturentwicklung und Maßnahmen nach dem Prinzip „Vermeiden – Verlagern – Verbessern“.
3. Klimaneutrale und ressourceneffiziente Unternehmen: Unternehmen erhalten gezielte Unterstützung bei der Umstellung auf erneuerbare Energien und kreislauffähige Prozesse. Der Fokus liegt auf Demonstrationsprojekten, technischer Planung, Investitionen und sektorübergreifender Zusammenarbeit – mit dem Ziel einer tiefgreifenden Transformation der Industrie.
4. Klimafitte Städte, Gemeinden und Gebäude: Raumordnung, Infrastrukturen und Bauwesen spielen eine zentrale Rolle für die Emissionsreduktion und Anpassung an den Klimawandel. Gefördert werden kommunale Projekte, die nachhaltige Stadtentwicklung, Energieeffizienz in Gebäuden, regionale Bioökonomie oder Klimaanpassung zum Ziel haben.
5. Soziale, ökologische und ökonomische Innovationen: Zur Unterstützung eines gerechten Übergangs werden Maßnahmen in den Bereichen Ausbildung, Beteiligung, Beratung und Finanzierung gefördert. Ziel ist es, gesellschaftliche Transformation durch Wissenstransfer, Fachkräfteentwicklung, soziale Innovation und die Skalierung nachhaltiger Geschäftsmodelle zu unterstützen.

## Belege
1. 1 2 3 4  Über uns. In: Website des Klima- und Energiefonds. Abgerufen am 26. Juni 2025.
2. ↑  Budgetbegleitgesetz 2025 (69 und Zu 69 d.B.). (parlament.gv.at).
3. ↑  Bundesgesetz über die Errichtung des Klima- und Energiefonds – Klima- und Energiefondsgesetz (KLI.EN-FondsG). In: BGBl. I Nr. 40/2007. Wien 6. Juli 2007 (Online im Rechtsinformationssystem des Bundes).
4. ↑  Struktur. In: Website des Klima- und Energiefonds. Abgerufen am 2. Februar 2020.
5. ↑  Klimaschutzministerium: Mag. Bernd Vogl wird neuer Geschäftsführer des Klima- und Energiefonds. APA-OTS, 9. November 2022.
6. ↑  Klima- und Energiefonds (Hrsg.): Strategisches Planungsdokument 2024-2030 - Klima- und Energiefonds. 27. September 2023 (klimafonds.gv.at [PDF]).